# Estado mayor del Almirantazgo (Admiralstab)

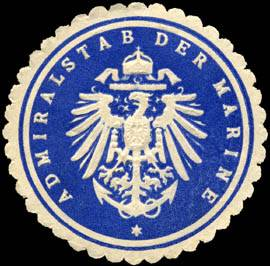
Sello del estado mayor del Almirantazgo de la Armada imperial

El estado mayor del Almirantazgo (Admiralstab) fue desde 1899, cuando se suprimió el Comando Supremo de la Armada (OKM), y hasta 1918, la denominación de una de las cuatro entidades supremas de mando de la Armada imperial. Junto a ella existieron el Ministerio o Departamento de Marina (Reichsmarineamt), el Consejo de Marina (Marinekabinett) y el Departamento del Inspector general de Marina (Generalinspekteur der Marine). La división de la jefatura naval sin que existiera un comandante en jefe (comparable al »Primer Lord del Mar« británico) tuvo efectos negativos para Alemania en la Primera Guerra Mundial. Solo al erigirse en agosto de 1918 el Mando de Guerra Naval (Seekriegsleitung) se logró esa necesaria unidad, pero ya no pudo influir en el desarrollo de la guerra. El 14 de noviembre de 1918, el estado mayor del Almirantazgo se subordinó al Reichsmarineamt y fue disuelto por decreto del Presidente del 15 de septiembre de 1919, pasando sus competencias al Almirantazgo.

## Creación
Los comienzos del estado mayor del Almirantazgo se remontan al real decreto de 14 de diciembre de 1875 con el que se crea, a semejanza del estado mayor del Ejército, un estado mayor del Almirantazgo como órgano ejecutivo de mando del Comando Supremo de la Armada (OKM). Sin embargo, dado que en 1899, el káiser Guillermo II asumió personalmente el mando supremo de la Armada y el OKM quedó disuelto, la única sección que sobrevivió fue la del estado mayor del Almirantazgo, también sometida al mando directo del káiser.

## Misiones
Aparte de las misiones que ya tenía, se le encomendó entonces al estado mayor del Almirantazgo el control militar y político de los buques que se encontraban en el extranjero. Los asuntos de estado mayor correspondientes al antiguo OKM comprendían a) el estudio de la historia de la guerra naval y la valoración de los conocimientos adquiridos para la dirección de la guerra, b) los preparativos para el empleo de la flota en la guerra, a partir de las instrucciones dictadas por el káiser, c) la ejecución de la movilización general, d) el aumento de la flota en tiempo de guerra, e) la dirección de los viajes de los miembros del estado mayor y las maniobras en beneficio de la movilización general, f) la dirección de las tareas de estado mayor en todas las unidades subordinadas. El almirante Alfred von Tirpitz, que ya había influido para que se disolviera el OKM, limitó desde el principio los poderes del estado mayor del Almirantazgo, para evitar que compitiera con su Reichsmarineamt. Por eso nunca tuvo una significación semejante a la del estado mayor del Ejército y fue más bien un »organismo para el estudio de la guerra« (en palabras de Hubatsch). 

## Jefes
Jefes del estado mayor de la Armada imperial
- Contraalmirante Felix von Bendemann --- 14 de marzo al 31 de diciembre de 1899
- Vicealmirante Otto von Diederichs --- 1 de enero de 1900 al 19 de agosto de 1902
- Vicealmirante Wilhelm Büchsel --- 20 de agosto de 1902 al 28 de enero de 1908
- Almirante Friedrich Graf von Baudissin --- 29 de enero de 1908 al 5 de septiembre de 1909
- Almirante Max von Fischel --- 6 de septiembre de 1909 al 11 de marzo de 1911
- Vicealmirante August von Heeringen --- 12 de marzo de 1911 al 31 de marzo de 1913
- Almirante Hugo von Pohl --- 1 de abril de 1913 al 1 de febrero de 1915
- Vicealmirante Gustav Bachmann --- 2 de febrero al 3 de septiembre de 1915
- Almirante Henning von Holtzendorff --- 4 de septiembre de 1915 al 10 de agosto de 1918
- Almirante Reinhard Scheer --- 11 de agosto al 14 de noviembre de 1918

Lugartenientes del Jefe del estado mayor del Almirantazgo de la Armada imperial
- Contraalmirante Paul Behncke --- julio de 1914 a septiembre de 1915
- Vicealmirante Reinhard Koch --- septiembre de 1915 a agosto de 1918
- Contraalmirante Friedrich Freiherr von Bülow --- agosto a noviembre de 1918